# Schmalspurbahn Nebitzschen–Kroptewitz
| |                     |                                      |                              |
| Streckennummer: | 6968; sä. NK        |                                      |                              |
| Kursbuchstrecke (DB): | 502                 |                                      |                              |
| Streckenlänge: | 6,31 km             |                                      |                              |
| Spurweite: | 750 mm (Schmalspur) |                                      |                              |
| Maximale Neigung: | 20 ‰                |                                      |                              |
| Minimaler Radius: | 80 m                |                                      |                              |
| Streckengeschwindigkeit: | 20 km/h             |                                      |                              |
| |                     |                                      |                              |
| \| \| \| von Mügeln (b Oschatz) \| \| \| \| 0,00 \| Nebitzschen \| 152 m \| \| \| \| nach Neichen \| \| \| \| \| Brücke Kemmlitzbach \| \| \| \| 1,0 \| Poppitz \| 160 m \| \| \| 2,24 \| Kemmlitz (b Oschatz) Ort (seit 1995) \| 174 m \| \| \| \| Anst Kaolinwerk Kemmlitz II \| \| \| \| 2,66 \| Kemmlitz (b Oschatz) \| 178 m \| \| \| \| Anst Kaolinwerk Kemmlitz I \| \| \| \| \| Anst Kaolinwerk Kemmlitz III \| \| \| \| 4,51 \| Börtewitz \| 204 m \| \| \| 6,31 \| Kroptewitz \| 217 m \| |                     |                                      |                              |
| Strecke |                     | von Mügeln (b Oschatz)               | von Mügeln (b Oschatz)       |
| Bahnhof | 0,00                | Nebitzschen                          | 152 m                        |
| Abzweig geradeaus und nach rechts |                     | nach Neichen                         | nach Neichen                 |
| Brücke |                     | Brücke Kemmlitzbach                  | Brücke Kemmlitzbach          |
| ehemaliger Haltepunkt / Haltestelle | 1,0                 | Poppitz                              | 160 m                        |
| Haltepunkt / Haltestelle | 2,24                | Kemmlitz (b Oschatz) Ort (seit 1995) | 174 m                        |
| Abzweig geradeaus und ehemals nach rechts |                     | Anst Kaolinwerk Kemmlitz II          | Anst Kaolinwerk Kemmlitz II  |
| Kopfbahnhof Strecke ab hier außer Betrieb | 2,66                | Kemmlitz (b Oschatz)                 | 178 m                        |
| Abzweig geradeaus und von rechts (Strecke außer Betrieb) |                     | Anst Kaolinwerk Kemmlitz I           | Anst Kaolinwerk Kemmlitz I   |
| Abzweig geradeaus und von links (Strecke außer Betrieb) |                     | Anst Kaolinwerk Kemmlitz III         | Anst Kaolinwerk Kemmlitz III |
| Haltepunkt / Haltestelle (Strecke außer Betrieb) | 4,51                | Börtewitz                            | 204 m                        |
| Kopfbahnhof Streckenende (Strecke außer Betrieb) | 6,31                | Kroptewitz                           | 217 m                        |

Die Schmalspurbahn Nebitzschen–Kroptewitz war die einzige als Industriebahn errichtete sächsische Schmalspurbahn. Die heute noch teilweise vorhandene Strecke zweigt in Nebitzschen von der Strecke Mügeln–Neichen ab und führte bis 1967 über den heutigen Endpunkt Kemmlitz hinaus weiter nach Kroptewitz. Die Strecke diente insbesondere der Kaolinabfuhr aus den Bergwerken des Börtewitzer Beckens.

## Geschichte

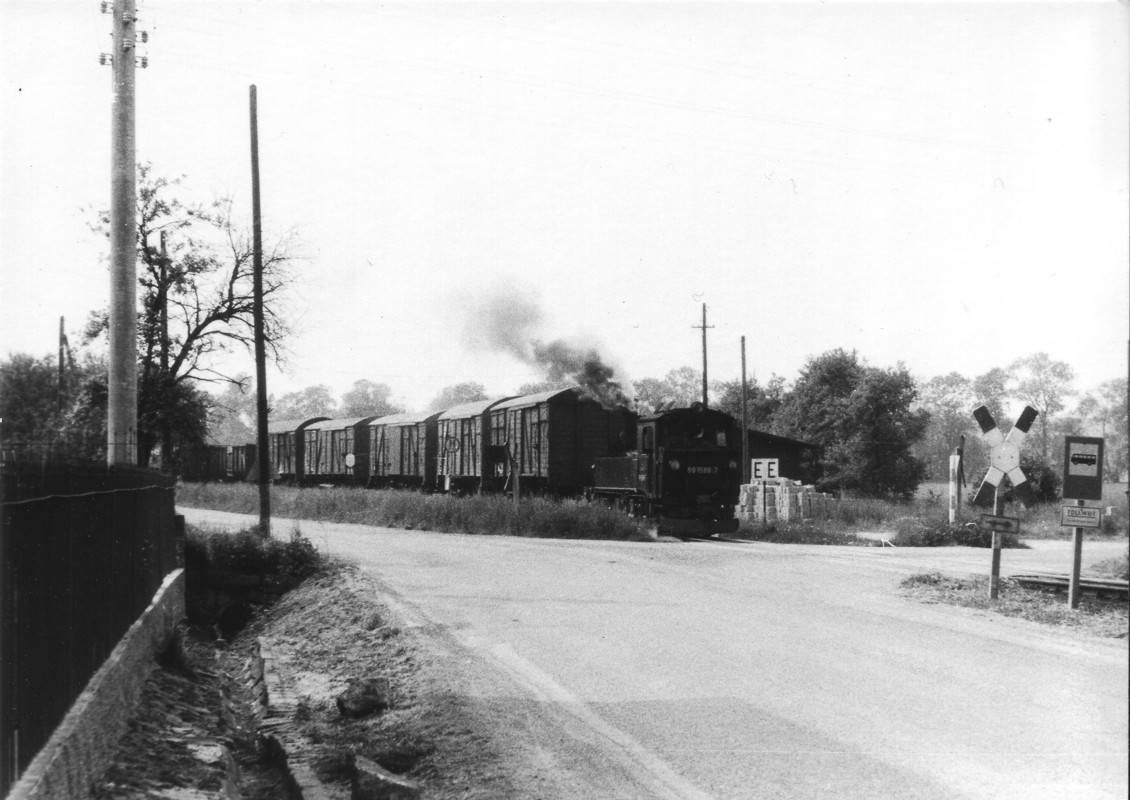
Güterzug in Nebitzschen (1988)

Um 1883 begann um Kemmlitz und Kroptewitz die Förderung von Kaolin, einem Rohstoff zur Porzellanherstellung. Im Jahr 1900 wurde ein erstes Projekt einer Schmalspurbahn vorgestellt, die die Bergwerke an die schon vorhandene Strecke Mügeln–Nerchau-Trebsen (später Neichen) anbinden sollte. 1902 wurde das Vorhaben von der sächsischen Regierung genehmigt. Nach nur neun Monaten Bauzeit wurde die Strecke am 3. August 1903 als schmalspurige Industriebahn eröffnet.
Neben der Kaolinabfuhr erwies sich die Strecke in der Folgezeit auch für die Landwirtschaft als wichtig. Die Schmalspurbahn Nebitzschen–Kroptewitz hatte fortan das höchste Güterverkehrsaufkommen der mittelsächsischen Schmalspurbahnen um Mügeln. Über Jahrzehnte verkehrten fünf tägliche Güterzugpaare bis Kemmlitz, von denen zwei weiter bis zum Endpunkt Kroptewitz fuhren.
In der Notzeit nach dem Zweiten Weltkrieg wurde am 1. Oktober 1945 der Personenverkehr eingeführt, der mit einem einzelnen, den Güterzügen beigegebenen Personenwagen realisiert wurde. Angesichts der durch Rangieraufenthalte bedingten langen Reisezeiten wurde der Personenverkehr am 14. Dezember 1964 wieder aufgegeben.
Am 30. November 1967 wurde wegen des geringen Verkehrsaufkommens der Abschnitt Kemmlitz–Kroptewitz stillgelegt und wenig später abgebaut. Nach Kemmlitz verkehrten jedoch weiterhin mehrere Güterzugpaare täglich, um die verschiedenen Werksanschlüsse des Kaolinwerkes Kemmlitz zu bedienen.
Erst nach der politischen Wende im Osten Deutschlands (1989) veränderte sich die Situation. Ein Teil der Produktion des Kaolins wurde fortan auch per LKW abgefahren. Trotzdem war das Kaolinwerk weiterhin daran interessiert, den Bahnanschluss zu erhalten. Nur durch Initiative des Landkreises und des Fahrgastverbandes Pro Bahn gelang es, die Strecke zu erhalten. Im Dezember 1993 ging die Strecke in das Eigentum der neu gegründeten Döllnitzbahn über.
Trotzdem kam es in den Folgejahren zu einem weiteren Verkehrsrückgang. Im Jahr 2001 wurde der Güterverkehr gänzlich aufgegeben. Anschließend wurde die Strecke nur noch von Sonderzügen befahren, ein regelmäßiger Verkehr fand nicht mehr statt. Von 2006 bis 2017 war die Strecke wegen Oberbauschäden gesperrt, ein Hochwasser hatte Teile der Strecke unterspült.
Die regionale Sparkassenstiftung gab am 5. Februar 2016 bekannt, dass sie in den nächsten zwei Jahren insgesamt 50.000 Euro für die Wiederinbetriebnahme der Strecke zur Verfügung stellt. Das Geld erhielt der DBV-Förderverein Wilder Robert, der sich seit 1994 für den Erhalt der Schmalspurbahn einsetzt. Ziel war und ist es, den Tourismus in dem ehemaligen Abbaugebiet von Kaolin zu entwickeln, mit dessen Transport die Geschichte der Strecke unmittelbar verbunden ist. Für die Reparatur der Strecke wurde mit Kosten von 70.000 Euro gerechnet, die fehlenden Mittel wurden durch Spenden und öffentliche Mittel aufgebracht. Neben der Instandsetzung des Gleises wurde die Kemmlitzbachbrücke in der Ortslage Poppitz neu gebaut sowie der Haltepunkt Kemmlitz (Ort) erneuert.
Am 10. Juni 2017 wurde die vorerst bis Kemmlitz Ort instandgesetzte Strecke wieder eröffnet, am 8. September 2018 folgte der restliche Abschnitt bis Kemmlitz Bbf mit einer Wieder-Inbetriebnahme.